# Alfréd Sezemský
Alfréd Sezemský (9. července 1912 Vídeň – 28. ledna 1984 Brno) byl vídeňský Čech, fotbalový záložník a trenér.

## Fotbalová kariéra
V československé a protektorátní lize hrál za SK Plzeň a SK Židenice, celkem odehrál 204 utkání a dal 22 gólů. V ročníku 1928/29 (Hertha Vídeň) a 1931/32 (Slovan Vídeň) startoval také v rakouské lize.

## Prvoligová bilance
| Ročník               | Zápasy | Góly | Klub             |
| -------------------- | ------ | ---- | ---------------- |
| I. rak. liga 1928/29 | 3      | 0    | ASV Hertha Vídeň |
| I. rak. liga 1931/32 | 6      | 0    | SK Slovan Vídeň  |
| I. liga 1934/35      | -      | 0    | SK Plzeň         |
| I. liga 1935/36      | -      | 3    | SK Plzeň         |
| I. liga 1936/37      | -      | 0    | SK Plzeň         |
| I. liga 1937/38      | -      | 1    | SK Plzeň         |
| I. liga 1938/39      | 14     | 1    | SK Plzeň         |
| I. liga 1939/40      | -      | 5    | SK Plzeň         |
| I. liga 1940/41      | -      | 4    | SK Plzeň         |
| I. liga 1941/42      | -      | 3    | SK Plzeň         |
| I. liga 1942/43      | -      | 4    | SK Plzeň         |
| I. liga 1943/44      | -      | 1    | SK Plzeň         |
| I. liga 1946/47      | 13     | 0    | SK Židenice      |
| CELKEM I. ČS. LIGA   | 204    | 22   |                  |
| CELKEM I. RAK. LIGA  | 9      | 0    |                  |

## Trenérská kariéra
V letech 1963 a 1971–1972 byl trenérem A-týmu Zbrojovky Brno. Trénoval také RH Brno a Spartak Židenice.